# Pierre Lacotte

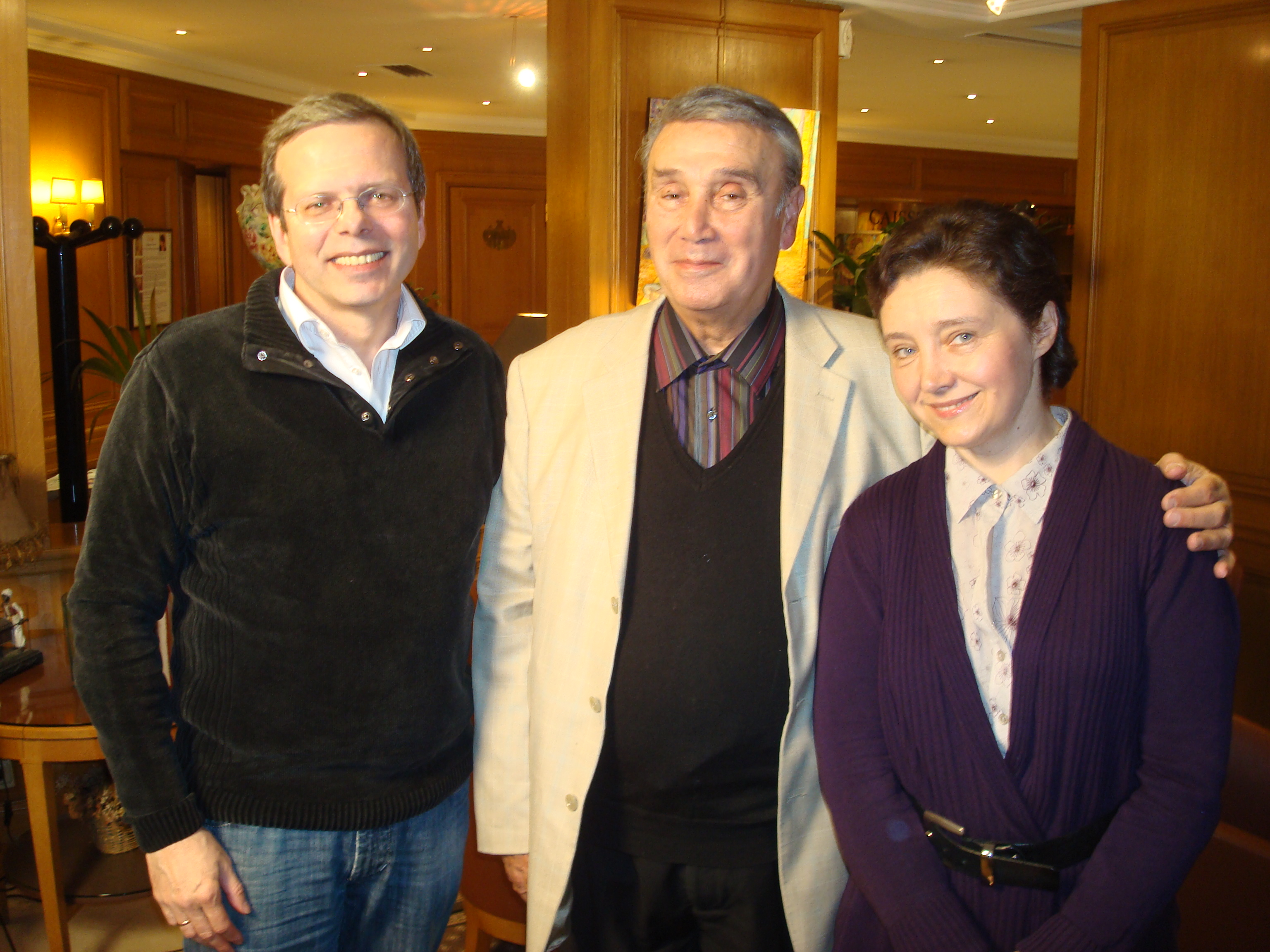
Pierre Lacotte zwischen Julia und Nikita Tikhonov, 2009

Pierre Lacotte (* 4. April 1932 in Chatou, Département Yvelines; † 10. April 2023 in La Seyne-sur-Mer) war ein französischer Balletttänzer und Choreograf.

## Biografie
Pierre Lacottes Ausbildung erfolgte an der Ballettschule der Pariser Oper. Von 1946 bis 1954 tanzte er dort, anschließend wirkte er als künstlerischer Leiter und Choreograph der Ballets de la Tour Eiffel, der Ballets National des Jeunesses de France, der Ballets de Monte-Carlo, des Balletts am Opernhaus in Verona und des Ballet National de Nancy et de Lorraine.
Lacotte war die führende Autorität für die Rekonstruktion von Ballettklassikern und solchen aus der Romantik. 1972 begann er mit Filippo Taglionis La Sylphide sich auf Wiederbelebungen der ursprünglichen Choreographie-Versionen zu spezialisieren. Weitere Arbeiten dieser Art lieferte Lacotte mit La Fille du Danube (Taglioni), Nathalie ou la laitière suisse, Marco Spada, Le Papillon (Marie Taglioni), La Gitana, L’Ombre, Le Lac des fées (Taglioni), La Fille du Pharaon (Marius Petipa), Paquita (Joseph Mazilier und Paul Foucher) und Ondine (Jules Perrot).
Lacotte war seit 1968 mit der Ballerina Ghislaine Thesmar (* 1943) verheiratet.

## Auszeichnungen
- Orden der Freundschaft